# ヴォルフガング・シュペーテ
ヴォルフガング・シュペーテ（Wolfgang Späte、1911年9月8日 - 1997年4月30日）は、第二次世界大戦時のドイツ空軍のエース・パイロットである。騎士鉄十字勲章とそれより上位の柏葉付騎士鉄十字勲章は戦場での卓越した行為や軍事上のリーダーシップを発揮した者に授与され、戦闘機パイロットとしてはその技量の目安と戦功を示す騎士鉄十字勲章の受勲者である。シュペーテのことを1938年版の最良滑空速度理論の発案者だとする者もいるが、通常この理論はポール・マクレディが発案者とされている。戦前に既に才能あるグライダー・パイロットであったシュペーテは、後にドイツ空軍の主要なテストパイロットとなった。

## 履歴
シュペーテは1911年9月8日にポーデルザムに生まれた。
第二次世界大戦以前にシュペーテは賞を保持する名を知られたグライダー・パイロットであり、ダルムシュタット工科大学の学生であった。1939年には陸軍の少尉であったが、戦争の最初の年は偵察機のパイロットとして飛行していた。中尉となった1941年の初めから戦闘機パイロットに転換して、第54戦闘航空団/第5飛行中隊（5./JG 54）に配属となった。
JG 54と共にバルカン半島とギリシャへの侵攻の支援に送られたシュペーテは、1941年4月7日にハンガリーのペーチ近郊で初の戦果となるユーゴスラビア王国のブリストル ブレニムを撃墜した。バルバロッサ作戦のために東部戦線に転戦し、侵攻2日目の6月23日に2機のツポレフ SB-2を撃墜してから恒常的に戦果を挙げるようになり、8月9日に25機撃墜の功で空軍栄誉カップを授与された。その後間もなく9月10日に5./JG 54の飛行中隊長に昇進し、45機撃墜を達成した後の10月5日にJG 54で10番目の騎士鉄十字章受勲者となった。
その年の末にシュペーテの部隊は休暇と装備再編のために本国に帰還し、シュペーテ自身は1942年1月1日に大尉へと昇進した。ソ連側が死に物狂いでレニングラード包囲戦を突破しようとしている頃に東部戦線北部に戦線復帰して戦果を重ね、ついには72機を撃墜した時点の4月23日に騎士鉄十字章に柏葉を受勲した。この受勲と共にシュペーテは、革新的な新しいロケット推進戦闘機メッサーシュミット Me163を装備する極秘部隊「第16実験隊」（Erprobungskommando 16：EKdo 16）を立ち上げるためにドイツ本国への帰還命令を受けた。

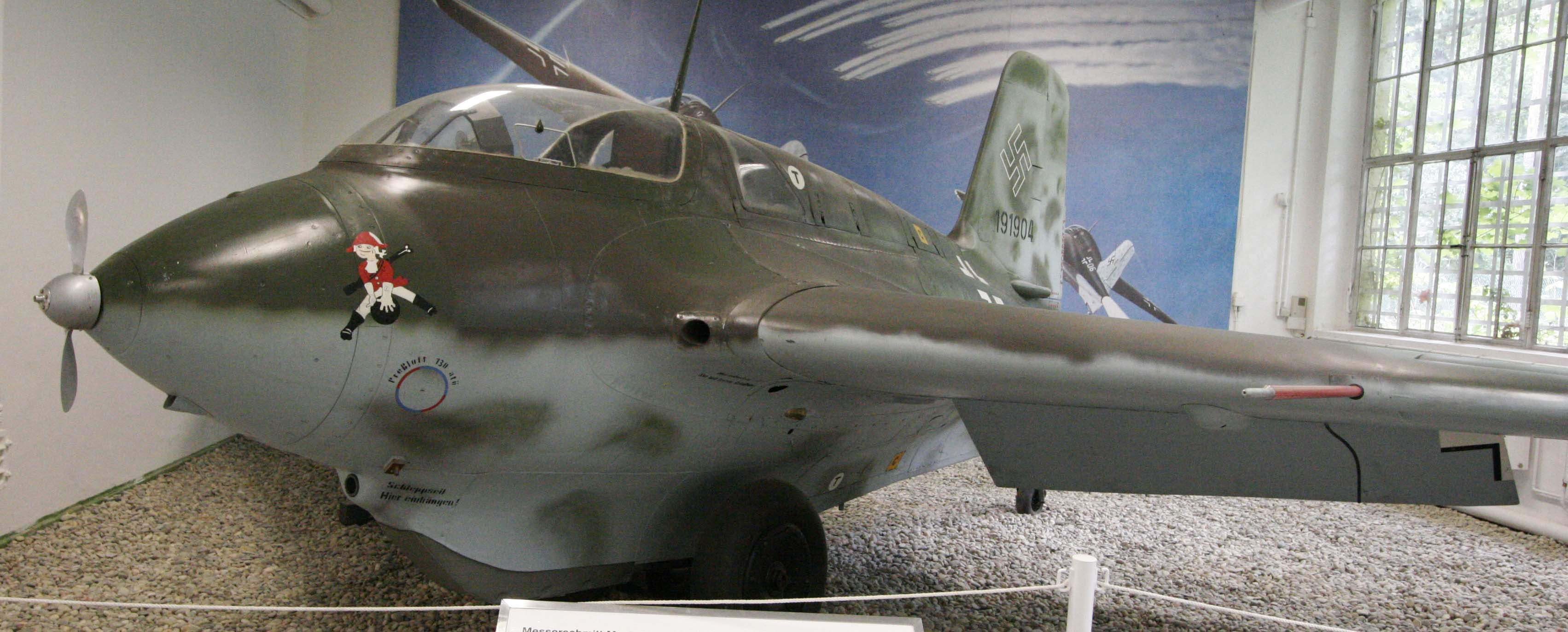
メッサーシュミット Me163

シュペーテは1942年5月8日に初めてMe 163で飛行した。翌年にかけてテストは続けられ、徐々に特別に選抜されたパイロット達がEKdo 16に集まってきた。興味深いことにロケット推進戦闘機プログラムと並行してメッサーシュミット Me262 ジェット戦闘機のテストプログラムも行われていた（EKdo 262の部隊名で）。シュペーテは1943年4月17日にMe 262を初めて飛行させており、これら新機軸の両機種を操縦する数少ない選ばれたパイロットの1人であった。
1年後にMe 163は実戦準備が整ったと考えられ、テストプログラムは規模が縮小された。少佐に昇進したシュペーテは当時ルーマニアに駐留していた実戦部隊の第54戦闘航空団/第IV飛行隊（IV./JG 54）の指揮を執るために送り返されることになったが、新しい職務へと離任する前の1944年5月14日にMe 163による最初の実戦での出撃を行った。幾つかの情報によると乗機のMe 163 PK+OL機は、工場か地上整備員の手でマンフレート・フォン・リヒトホーフェンのフォッカー Dr.I機を思い起こさせるような赤色に塗装されていた。出撃（戦果無し。ロケットエンジン故障のために2度の迎撃に失敗。）はしたもののシュペーテ自身はこの機体を見て面白みを感じず、再塗装するように命じた
。
連合国軍のノルマンディへの上陸により全ての飛行隊が西部へ送られたために、6月にシュペーテ指揮のIV./JG 54は急きょドイツ本国に呼び戻された。そこでフォッケウルフ Fw190A-8に装備を改められてから赤軍の夏の大攻勢に対峙するためにポーランドへ送られたが、莫大な数の敵航空機に対して部隊は蹂躙されて所属パイロットの半数は戦死か負傷、シュペーテ自身も負傷して乗機から脱出せざるを得なくなったこともあった。部隊は再度本国に引き揚げられて再装備と再編成が行われた。
9月17日に連合国軍はアーネムで空挺作戦を実施した。再度IV./JG 54は遥かに優勢な敵に対して消耗戦に投入され、2週間で3カ月以内で2回目となる壊滅状態となった。
Me 163の実戦運用上の諸問題のためか、指揮部隊の壊滅的な損失のためかシュペーテはIV./JG 54の指揮を諦めた。Me 163プログラムから離れていた４カ月の間に最初の実戦部隊第400戦闘航空団/第I飛行隊（I./JG 400）が編成されており、シュペーテは迎撃機活用の進捗を促進するためにこのMe 163装備部隊に復帰した（部隊指揮官としてとする資料もあるが、この時点ではロベルト・オレイニク大尉も部隊指揮を任せられていた。）。しかし、この復帰は１０月の半ばにシュペーテが病気のために１カ月間入院したことで中断された。
12月の終わりになってようやくMe 163飛行隊は定数の3コ飛行隊（Gruppen）に拡充され、JG 400は本部（Stab）飛行隊を持ち、ロケット機を装備する最初の実運用状態の実戦部隊となり、ヴォルフガング・シュペーテが最初の（そして唯一の）戦闘航空団司令（Kommodore）となった。全てをテストした後だったが戦闘での成功は極限られており、JG 400の記録された戦果は手で数えられるほどの僅かなものであった。アメリカ合衆国の爆撃機が面で怒涛のように押し寄せるにもかかわらず、点で防衛する迎撃機としては余りにも限定的であり、全く効果的ではなかった。戦況が増々絶望的状況になってくると、部隊は人的にも資源的にも許容できない程贅沢なものと考えられて1945年3月の初めに解隊され、パイロットとその他の要員は他の部隊へ振り分けられた。
シュペーテ自身はメッサーシュミット Me262の慣熟訓練に送られ、4月5日に前部隊の装備機と同程度に新しいが遥かに成功したジェット戦闘機を装備した第7戦闘航空団/第I飛行隊（I./JG 7）の指揮を引き継いだ。戦争の最後の月までこの部隊の指揮を執りつつ、Me 262で飛行して5機の戦果を挙げたことでジェット機でのエースパイロットにもなった。
東部戦線でのJG 54、西部戦線でのJG 400とJG 7で戦いシュペーテは350回以上の出撃で99機の戦果を挙げた。
1956年にシュペーテはドイツ連邦軍で再度軍務に就き、1967年9月30日に中佐の階級で退役した。ヴォルフガング・シュペーテは1997年4月30日にエーデヴィヒトにて85歳で死去した。

## 受勲
- 空軍名誉杯（1941年8月9日）[12]
- ドイツ十字章金章（1941年12月9日）：第54戦闘航空団/第II飛行隊の中尉として[13]
- 鉄十字章
  - 2級 （1939年11月8日）[14]
  - 1級 （1940年6月27日）[14]
- 柏葉付騎士鉄十字章
  - 騎士鉄十字章（1941年10月5日）：第54戦闘航空団/第5飛行中隊の予備役中尉として[15]
  - 柏葉 第90号（1942年4月23日）：第54戦闘航空団/第5飛行中隊の飛行中隊長の予備役中尉として[15]

## 参照